# پاتاپون ۲
پاتاپون ۲ (به انگلیسی: Patapon 2) یک بازی ویدئویی در سبک ریتم موزیک است که با همکاری استودیو ژاپن و پیرامید توسعه یافته و به‌وسیلهٔ سونی کامپیوتر انترتینمنت در سال ۲۰۰۸ برای کنسول بازی دستی پلی‌استیشن همراه منتشر شده‌است. این بازی ادامه بازی پاتاپون می‌باشد.

## بازتاب‌ها
| ناشر   | امتیاز |
| ------ | ------ |
| گیم‌پرو | [ ۲ ]  |
| آی‌جی‌ان | [ ۳ ]  |